# Iljaševci
Iljaševci – wieś w Słowenii, w gminie Križevci. W 2018 roku liczyła 187 mieszkańców.